# جوسيبي بانيكو
جوسيبي بانيكو (بالإيطالية: Giuseppe Panico)‏ (10 مايو 1997 في إيطاليا - ) هو لاعب كرة قدم إيطالي في مركز الهجوم. لعب مع نادي جنوى.

## وصلات خارجية
- جوسيبي بانيكو على موقع الاتحاد الأوربي (الإنجليزية)
- جوسيبي بانيكو على موقع قاعدة بيانات كرة القدم.إي يو (الإنجليزية)
- جوسيبي بانيكو على موقع Soccerway.com (الإنجليزية)